# Sanyo MBC 4000
Sanyo MBC 4000 / MBC 4050 (MBC 4000 / MBC 4050) је серија професионалних рачунара, производ фирме Санио (Sanyo) која је почела да се израђује у Јапану током 1982. године.
Користили су Intel 8086 као централни микропроцесор а RAM меморија рачунара MBC 4000 / MBC 4050 је имала капацитет од 128 KB до 384 KB. 
Као оперативни систем кориштен је CP/M 86, MS-DOS 2.11.

## Детаљни подаци
Детаљнији подаци о рачунару MBC 4000 / MBC 4050 су дати у табели испод.
|                       |                                                                                                   |
| [ 1 ]                 |                                                                                                   |
| Произвођач            | Санио                                                                                             |
| Тип                   | професионални рачунар                                                                             |
| Меморија              | 128 до 384 KB                                                                                     |
| Поријекло             | Јапан                                                                                             |
| Година                | 1982                                                                                              |
| Тастатура             | стил писаће машине, 100 тастера са нумеричком тастатуром, 15 функцијских тастера и тастери смјера |
| Процесор              |                                                                                                   |
| Фреквенција процесора | непознато                                                                                         |
| RAM                   | 128 до 384 KB                                                                                     |
| ROM                   | 16 KB                                                                                             |
| Текст                 | 80 знакова x 25 линија                                                                            |
| Графика               | нема                                                                                              |
| Боја                  | једна боја, зелени приказ                                                                         |
| Звук                  | мали звучник                                                                                      |
| Димензије             | непознато                                                                                         |
| Портови               |                                                                                                   |
| Оперативни систем     |                                                                                                   |